# توم جيمس
توم جيمس (بالإنجليزية: Thomas James)‏ (15 أبريل 1996 بكارديف في المملكة المتحدة - ) هو لاعب كرة قدم بريطاني في مركز الدفاع. شارك مع منتخب ويلز تحت 19 سنة لكرة القدم. أما مع النوادي، فقد لعب مع كارديف سيتي.

## وصلات خارجية
- توم جيمس على موقع قاعدة بيانات كرة القدم.إي يو (الإنجليزية)
- توم جيمس على موقع Soccerbase.com (لاعب) (الإنجليزية)
- توم جيمس على موقع عالم كرة القدم.نت (الإنجليزية)